# Königs Wusterhausens järnvägsstation
Königs Wusterhausens järnvägsstation är en regional järnvägsknut och ligger på stambanan Berlin–Görlitz. Stationen trafikeras av  enstaka InterCitytåg på linjen Cottbus–Berlin–Hannover–Bremen–Norddeich Mole, och har täta förbindelser med regionaltåg på linjerna RE 2 (Wismar–Berlin–Cottbus), RB 19 (Berlin–Königs Wusterhausen–Senftenberg), RB 22 (Königs Wusterhausen-Berlin-Schönefelds flygplats–Potsdam) och RB 36 (Königs Wusterhausen–Storkow (Mark)–Beeskow–Frankfurt (Oder)). 
Järnvägsstationen är ändstation för Berlins pendeltåg på linje S 46 (Westend–Berlin Südkreuz–Königs Wusterhausen).